# 马库斯·福利乌斯·卡米卢斯
马库斯·福利乌斯·卡米卢斯（英語：Marcus Furius Camillus），约活动于公元前5世纪至公元前4世纪前后。古罗马政治家与将领，其事迹在古罗马广为传颂。公元前396年攻克維愛，公元前391年被流放。公元前390年罗马被包围后，他受命担任独裁官，公元前390年到公元前367年前后，他五次出任独裁官的职位。擊敗高盧人入侵，奠定羅馬向外擴張的基礎，被稱為罗慕路斯之後第二位羅馬創造者。卡米卢斯死於羅馬瘟疫。

## 扩展阅读
- Livy v.10, vi.4
- Plutarch, Camillus
- Plutarch, Plutarch's Lives - The Life of Camillus:
  - Chicago University （页面存档备份，存于）
  - Gutenberg Project （页面存档备份，存于）
- Livius.org: Marcus Furius Camillus （页面存档备份，存于）
- For the Gallic retreat, see Polybius ii. 18; T. Mommsen, Römische Forschungen, ii. pp. 113–152 (1879).
- 本条目包含来自公有领域出版物的文本: Chisholm, Hugh (编).  (第11版). London: Cambridge University Press. 1911.